# Buchla
Buchla est un constructeur américain de matériel audio fondé en 1962 à Berkeley en Californie aux États-Unis par l'un des pionniers des synthétiseurs, Donald Buchla. L'entreprise est connue en particulier pour ses synthétiseurs modulaires.

## Historique

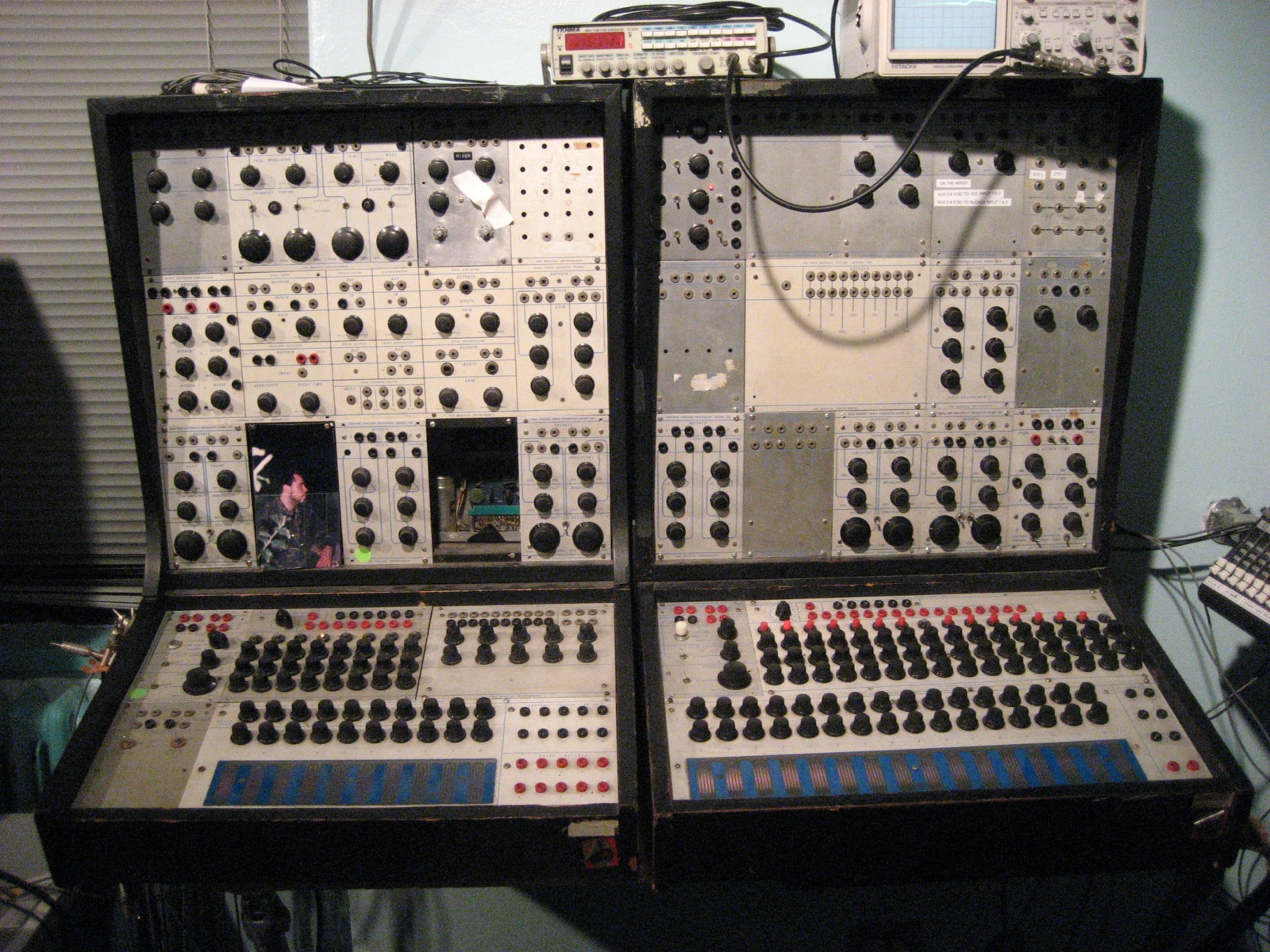
Série 100

En 1962, Donald Buchla, chargé par Morton Subotnick et Ramon Sender du San Francisco Tape Music Center de créer un instrument de musique électronique utilisable en concert, fonde la société Buchla and Associates. À l'aide d'un financement de la Fondation Rockefeller, il met au point en 1963 ce qui deviendra la série 100 de la marque, à l'époque où Robert Moog commence également à concevoir des synthétiseurs. Contrairement aux instruments de ce dernier, les synthétiseurs de Buchla ne disposent pas de clavier de piano mais de boutons.

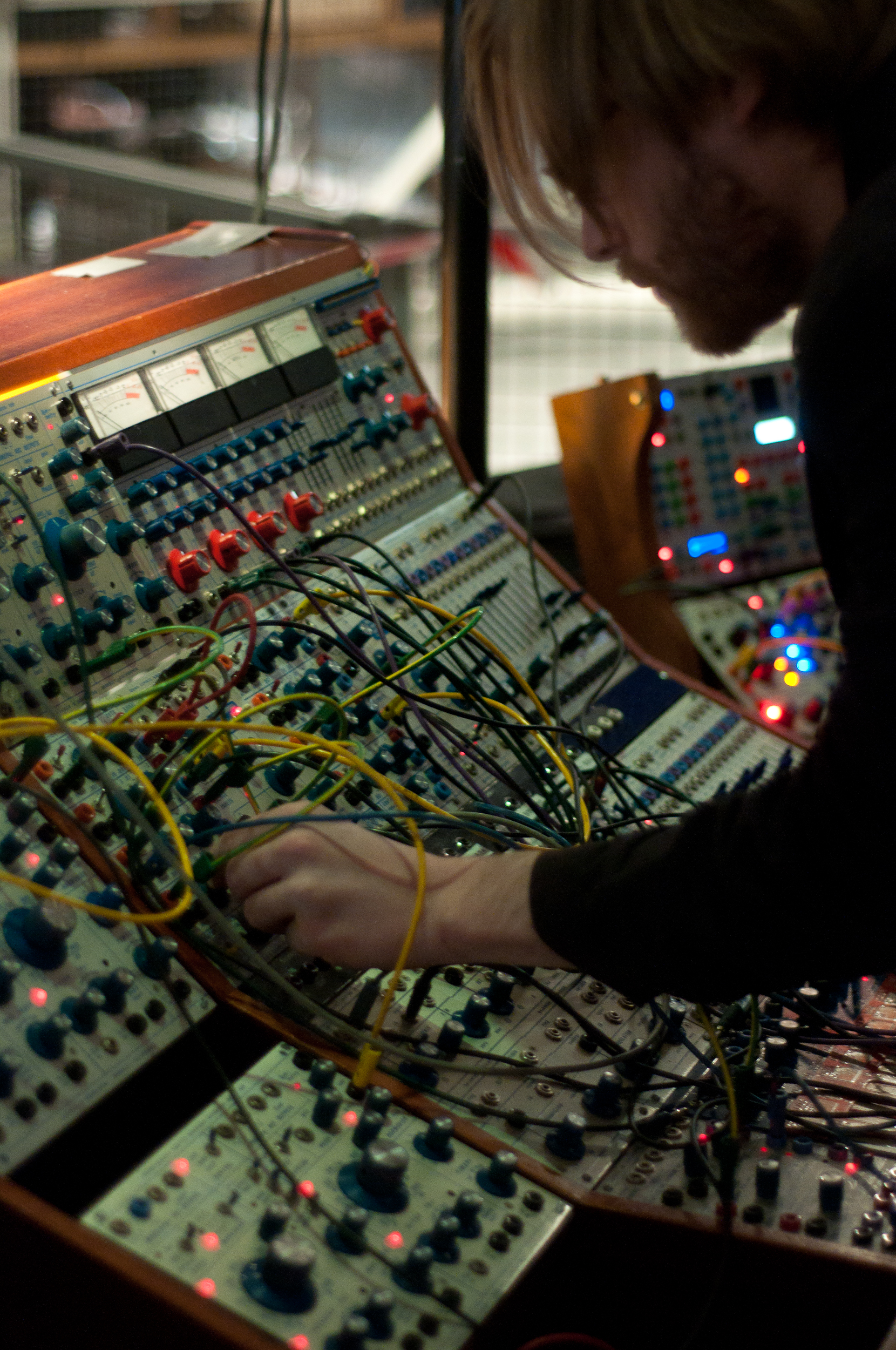
Série 200

En 1970, Buchla conçoit la série 200 qui offre au musicien un nombre important de réglages.
Par la suite, il expérimente la combinaison de synthétiseurs et d'ordinateurs, ce qui donne naissance à la série 500 en 1971 et à la série 300.
En 1972, Buchla sort le Music Easel qui dispose d'un petit clavier 29 touches et en 1978, le Touché, avec un clavier de piano de 49 touches.
En 1982, Buchla conçoit la série 400, programmable en MIDAS (un dialecte de Forth orienté musique), puis en 1987 la série 700, qui introduit le support de MIDI.

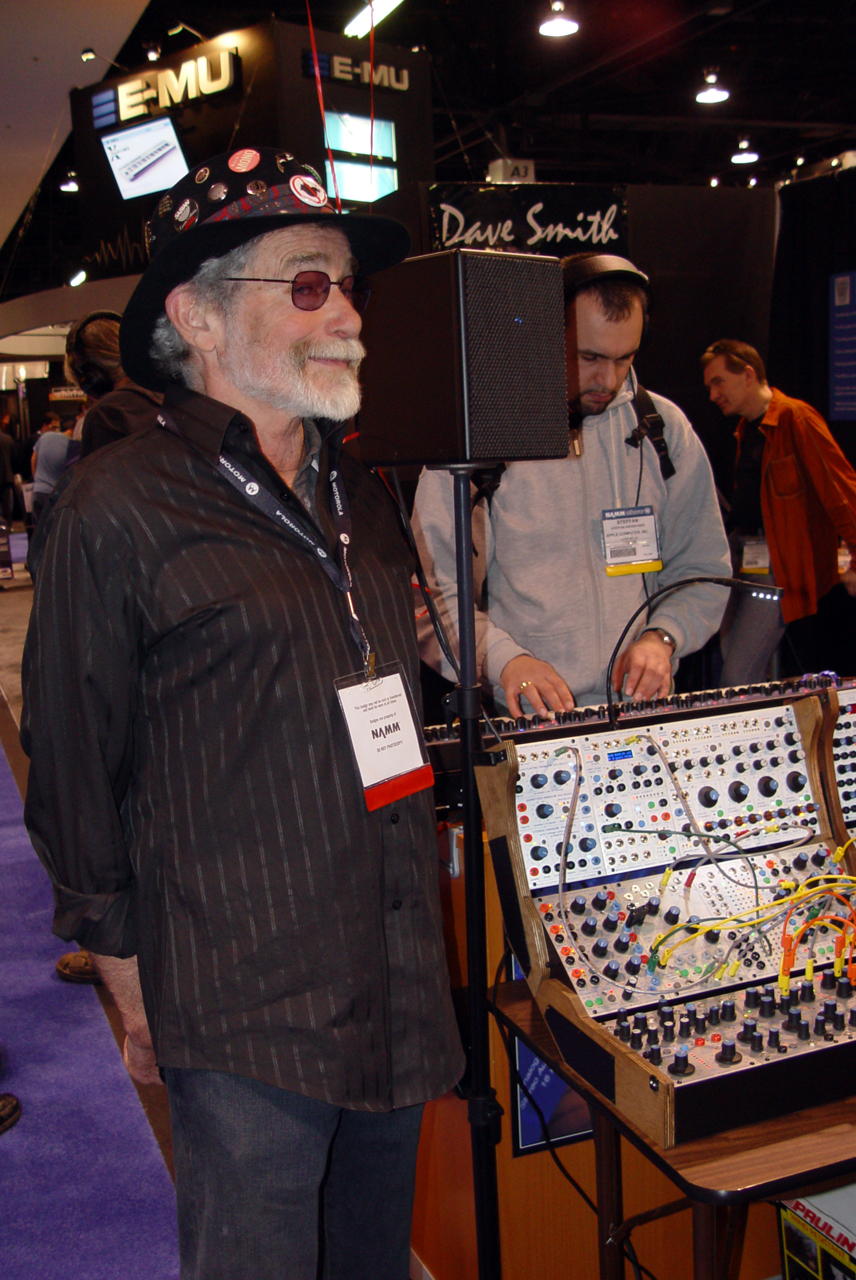
Donald Buchla en 2006, devant le dernier synthétiseur de la marque : le 200e

## Produits
Buchla conçoit et produit des synthétiseurs modulaires et des contrôleurs MIDI.

## Sources
- Alexandre Bazin, « Documentaire : Don Buchla », sur radiofrance.fr, 2 avril 2023